# 阿科克
阿科克是西非國家加蓬的城鎮，行政方面由河口省負責管轄，位於該國西北部，毗鄰與喀麥隆接壤的邊境，海拔高度154米，1993年鎮上人口約700。

## 外部連結
- Satellite map （页面存档备份，存于）